# بروسيانو
 بروسيانو، (بالإنجليزية: Brusciano)‏، هي (بلدية) في مدينة نابولي متروبوليتان بإيطاليا، على سفوح جبل فيزوف. تقع قرية المهن الريفية القديمة في شمال شرق نابولي، على بعد 16 كم من وسط المدينة، وقد تطورت على طول الطريق الوطني بوليا، في امتداد يربط بين شرق العاصمة، وبوميليانو داركو، ونولا.

## السكان
في سنة 1861 بلغ عدد السكان 2٬576 نسمة، وتطور العدد ليصل في سنة 2011 لـ 16٬336 نسمة.
يظهر هذا المخطط البياني تطور النمو السكاني لـ بروسيانو